# Ron Wyatt
Ronald Eldon Wyatt, född 2 juni 1933, död 4 augusti 1999, var en pseudoarkeolog, mest aktiv under 1960-talet och fram till 1980-talet. Hans arkeologiska teorier har förkastats av vetenskapsmän och historiker.
Under sin karriär påstod han att han hade påträffat Noaks ark (1960), judarnas förbundsark, Goliats svärd, och andra föremål som omtalas i Bibeln. Ron Wyatt tillkännagav också att han hade hittat hjul på botten av Röda havet, vilka han menade hade tillhört vagnarna av de egyptiska krigare som förföljde judarna under deras uttåg från Egypten.
Han visade emellertid aldrig upp något av dessa föremål. Själv hävdade han att världens arkeologer och stater, på grund av sekularismen, ville hemlighålla fynden. Wyatt har kritiserats hårt av såväl arkeologer och historiker som av kreationistiska organisationer.